# سهره نوک‌باریک
سهره نوک‌باریک (نام علمی: Xenospingus concolor) نام یک گونه از راسته گنجشک‌سانان از خانواده زردپره‌ایان است.ولی ممکن است نزدیکی بیشتری با تیره فرخنده داشته باشد.این پرنده در جنوب غربی پرو و شمال شیلی در رودهای دره‌های کنار ساحلی یافت می‌شود.